# Aeroportul Kantchari
Aeroportul Kantchari (IATA: XKA, ICAO: DFEL) este un aeroport din Burkina Faso ce deservește zona Kantchari⁠(d). A fost numit după zona deservită.
Situat la o altitudine de 280 m, aeroportul dispune de o singură pistă.